# Raión de Márinka
Raión de Márinka (en ucraniano: Мар'їнський район) es un antiguo raión o distrito de Ucrania en el óblast de Donetsk. La capital fue la ciudad de Márinka.
Comprende una superficie de 1350 km².

## Demografía
Según estimación 2010 contaba con una población total de 91400 habitantes.

## Otros datos
El código KOATUU es 1423300000. El código postal 85600 y el prefijo telefónico +380 6278.